# Aria Resort & Casino
Pour les articles homonymes, voir Aria (homonymie).
Le Aria Resort & Casino est un hôtel de luxe et casino, située dans le complexe City Center sur le Strip à Las Vegas. L'Aria se compose de 3 tours de verre et d'acier de grande hauteur. Il a ouvert le 16 décembre 2009. Il comprend 4004 chambres et suites, 16 restaurants, 10 bars et boîtes de nuit et un casino de 14 000 m2. Il possède aussi 20 000 m2 pour la zone des piscines avec 50 cabines, 7 400 m2 de coiffure et d'esthétique, le centre des congrès mesure 28 000 m2 et un théâtre de 1800 places qui accueille le spectacle Zarkana du Cirque du Soleil.
Parmi les aspects les plus remarquables de l'Aria est son intégration à la technologie dans le design extérieur et intérieur de l'hôtel, spécifiquement pour la réduction de la consommation d'énergie. Il est le plus grand hôtel au monde à avoir obtenu la certification LEED Or. En raison de ses chambres élégantes qui s'adaptent automatiquement, éteindre les lumières et l'électronique non utilisées et régulent la température quand un client entre ou sors d'une pièce. Aria a été décrit dans la revue Popular Mechanics comme peut être "l'hôtel le plus technologiquement avancé jamais construit".

## Historique
Aria a été conçu par MGM Mirage (maintenant MGM Resorts International) dans le cadre du complexe City Center qui a été annoncé le 10 novembre 2004. La conception architecturale  de l'Aria a été mené par Pelli Clark e Pelli Architects de l'architecte américano-argentin Cesar Pelli et la construction a commencé au début de 2006 sur une parcelle entre le Bellagio et le Monte Carlo. Ce site a été précédemment occupé par l'ancien Boardwalk Hôtel et Casino, des magasins de détail, et un grand parking, qui ont été excavés à partir d'avril 2006. Après l'excavation, la fondation de l'hôtel a commencé juin 2006. La progression verticale a commencé en septembre 2007, au cours de laquelle les travailleurs ont construit vers le haut à une vitesse d'un étage tous les sept jours jusqu'à la hauteur finale de 61 étages.
Au milieu de la construction en cours en 2007, Infinity World Development filiale de Dubai World a investi environ 2,7 milliards de dollars pour acquérir une participation de 50 pour cent dans le projet City Center. De ce point sur, Aria a été détenue conjointement par MGM Resorts International et Infinity World Development, avec la MGM seul responsable des opérations et de la gestion. Le ralentissement économique et ses effets d'entraînement - y compris les litiges - menacé d'arrêter la construction de Aria à un moment donné au début de 2009, mais un mécanisme de financement supplémentaire a été opéré, ce qui permet la construction de se poursuive dans les délais. Le City Center ouvert le 16 décembre 2009 dans le même mois que le centre commercial The Crystals.

## Design
La structure complète comprend 3 tours de verre curvilignes, mesurant 61 mètres de haut. À la base des tours il y a le casino et le hall d'entrée qui intègre des matériaux naturels tels que la pierre, le bois ou les fleurs. La conception Aria ne comporte pas de thèmes comparé aux autres hôtels de Las Vegas. Il a été nommé Aria en raison de son emplacement comme l'élément central du City Center. Le hall comporte une pièce d'eaux éclairée nommé le « Lumia » qui synchronise rafales d'eaux et musique. Maya Lin, créateur de la Vietnam Veterans Memorial à Washington DC, a créé une sculpture en argent qui provient de la rivière Colorado appelé Silver River qui est suspendu derrière le bureau d'enregistrement. À la suite de sa conception, Aria est le plus grand hôtel au monde à avoir reçu la certification LEED Or.

## Boîtes de nuit
Aria est populaire parmi les jeunes adultes, notamment pour sa vie nocturne. Haze, une boîte de nuit de 25 000 pieds carrés (2 300 m2), a ouvert ses portes en même temps que le complexe. Elle a été conçue par Icrave et exploitée par The Light Group. Haze comprenait des DJ et un écran de projection de 100 pieds. Selon le président d'Aria, Bobby Baldwin, "Haze était une bonne boîte de nuit. Ce n'était pas une grande boîte de nuit, et nous sommes arrivés à un point où nous devions la fermer et créer une grande boîte de nuit".
Haze a fermé ses portes en novembre 2014, laissant place à une nouvelle discothèque appelée Jewel, conçue par Rockwell Group et exploitée par Hakkasan Group,. Jewel a ouvert ses portes en mai 2016,. Elle est petite par rapport aux autres discothèques de complexes hôteliers de Las Vegas, avec une capacité d'accueil de 1 923 personnes,. Elle comprend cinq suites VIP, chacune ayant son propre thème,,.
Aria comprenait également le Gold Lounge by Cirque du Soleil, d'une superficie de 3 756 pieds carrés (349 m2), construit pour accompagner le spectacle Viva Elvis du complexe. Le design du Gold Lounge était inspiré de Graceland, la résidence d'Elvis Presley, et il utilisait abondamment le noir et l'or dans son décor,. Le salon servait également de discothèque où des DJ jouaient une variété de musique de différentes décennies. Le Gold Lounge a subi une rénovation de 4 millions de dollars en 2015,.

## Réception
Les premières critiques des clients étaient généralement négatives, avec des plaintes variées concernant l'enregistrement lent, la conception sombre du casino, les équipements coûteux, l'électronique des chambres défectueuse et le service médiocre,. Dans une critique positive, Fred A. Bernstein du New York Times a loué les caractéristiques techniques et le luxe de l'hôtel. Il a ajouté : "L'hôtel est immense, et on le ressent, mais grâce à une conception réfléchie, il est aussi luxueux et, parfois, même confortable". La réception négative a été prise en compte par MGM, qui a apporté des ajustements en fonction des commentaires. Cela comprenait une amélioration du service sans fil, un casino plus lumineux et un buffet rénové attrayant pour les visiteurs soucieux des prix,.
Dès sa première année d'ouverture, l'hôtel Aria a reçu le AAA Five Diamond Award,. Ses suites Sky ont également reçu ce prix, ainsi qu'une note de cinq étoiles de Forbes Travel Guide,,.

## Galerie

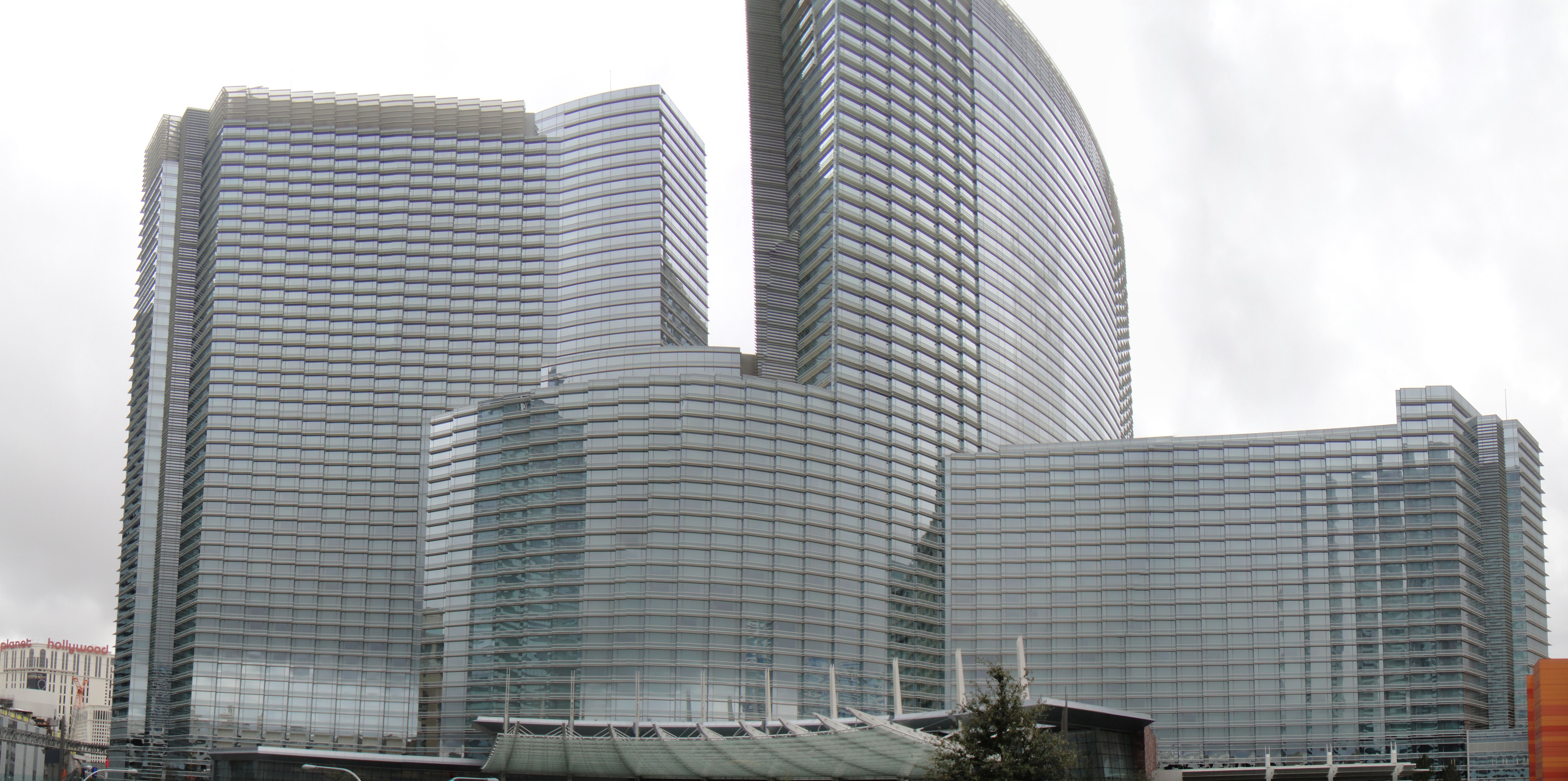
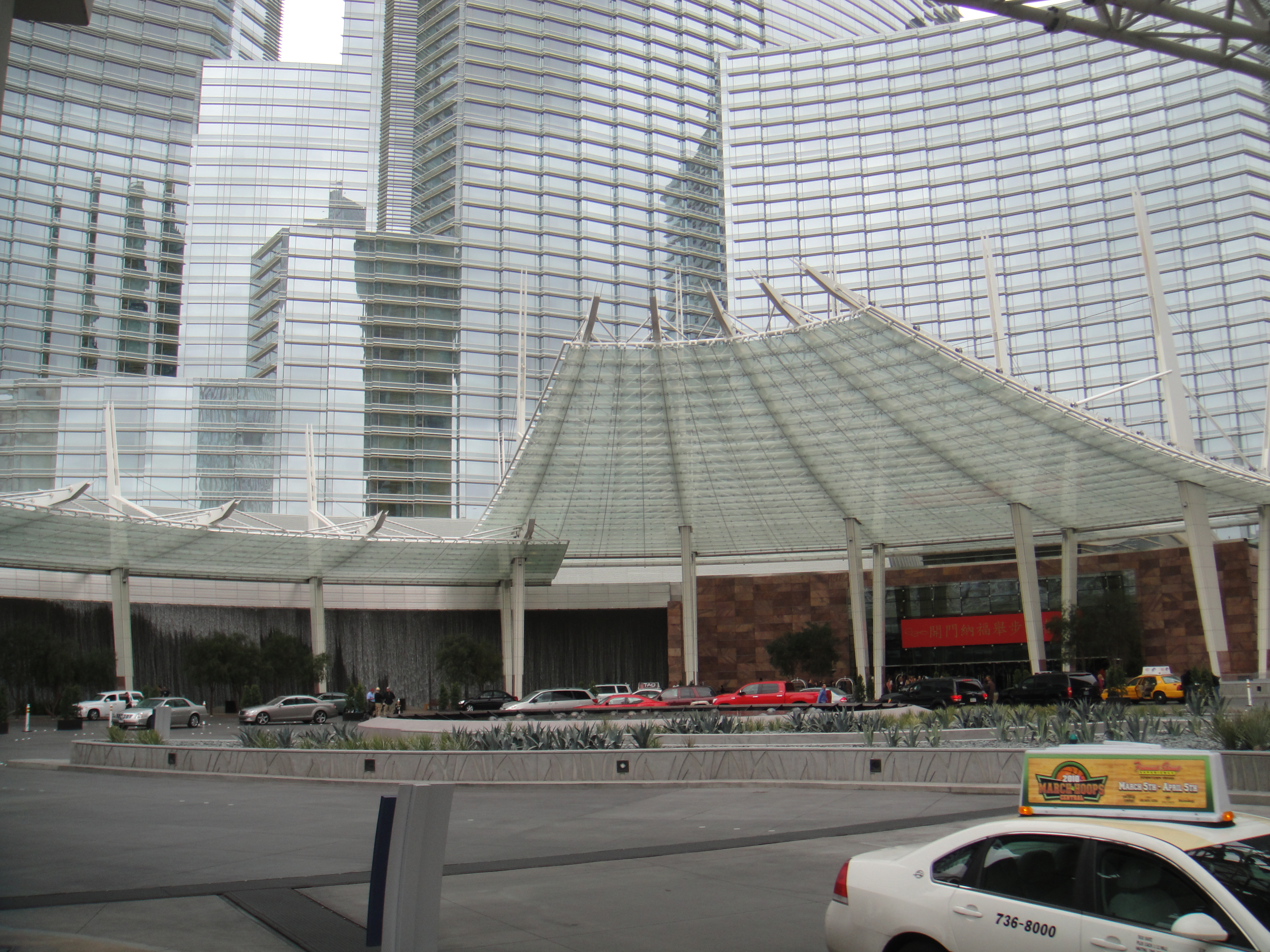
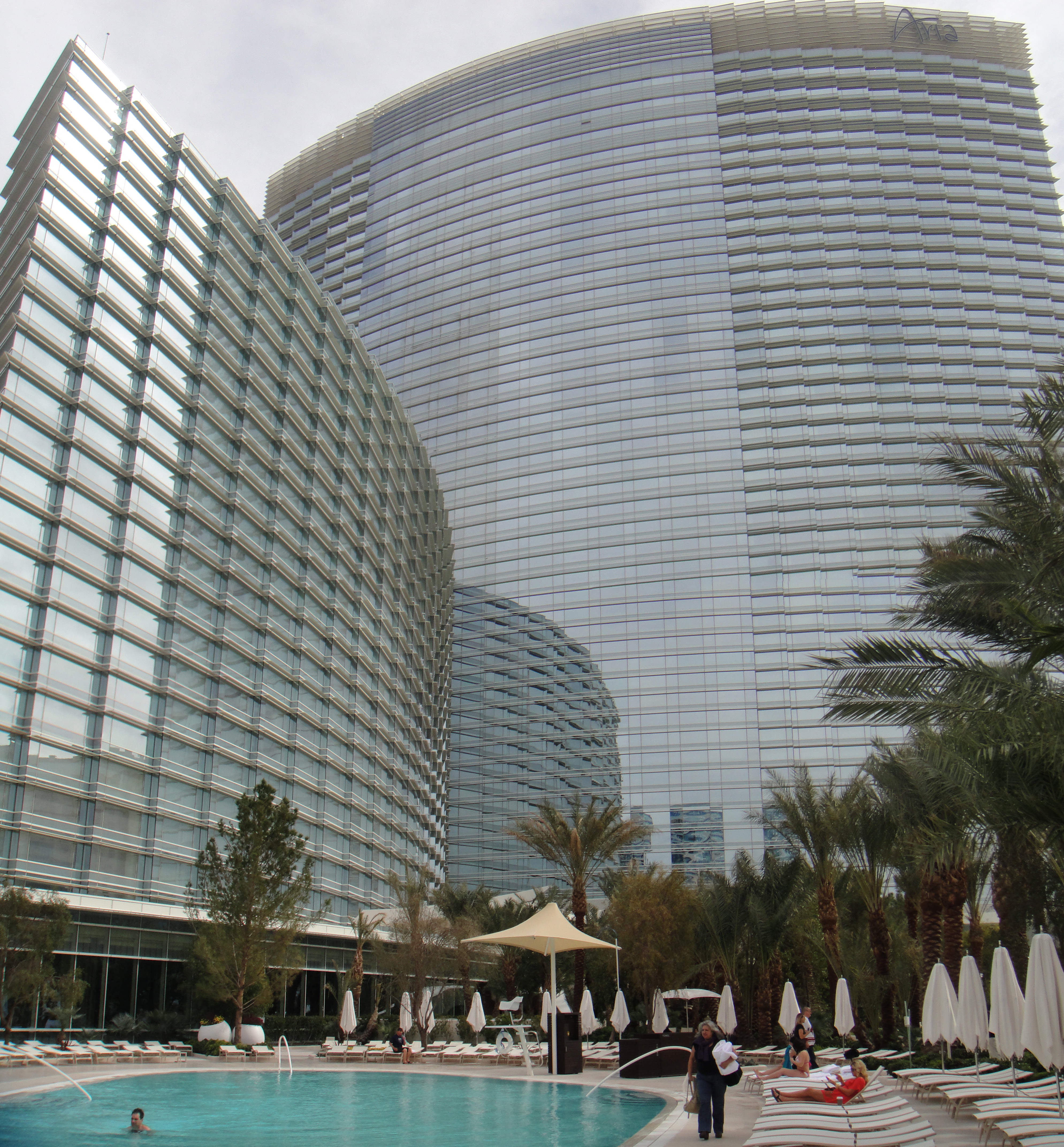
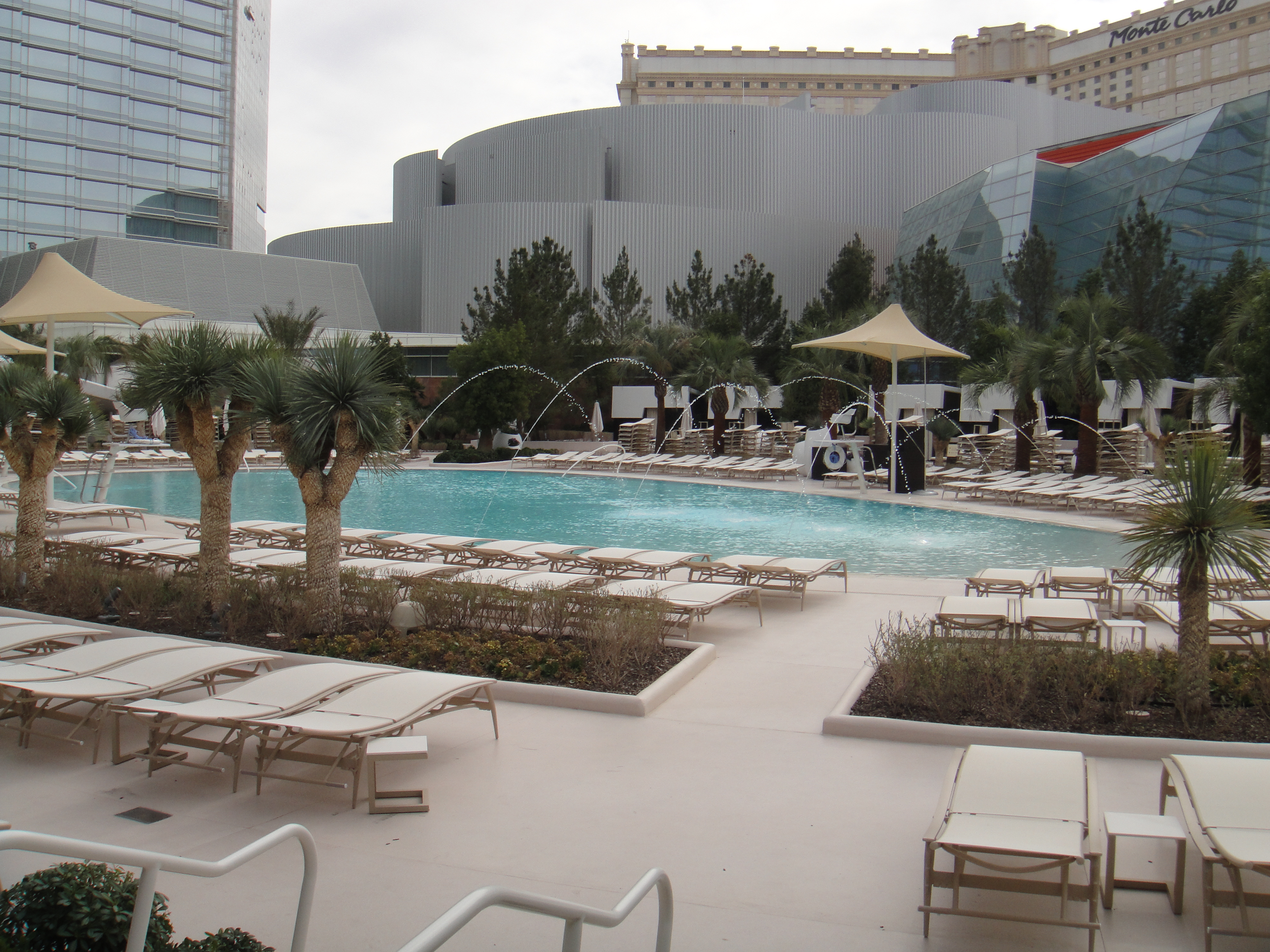
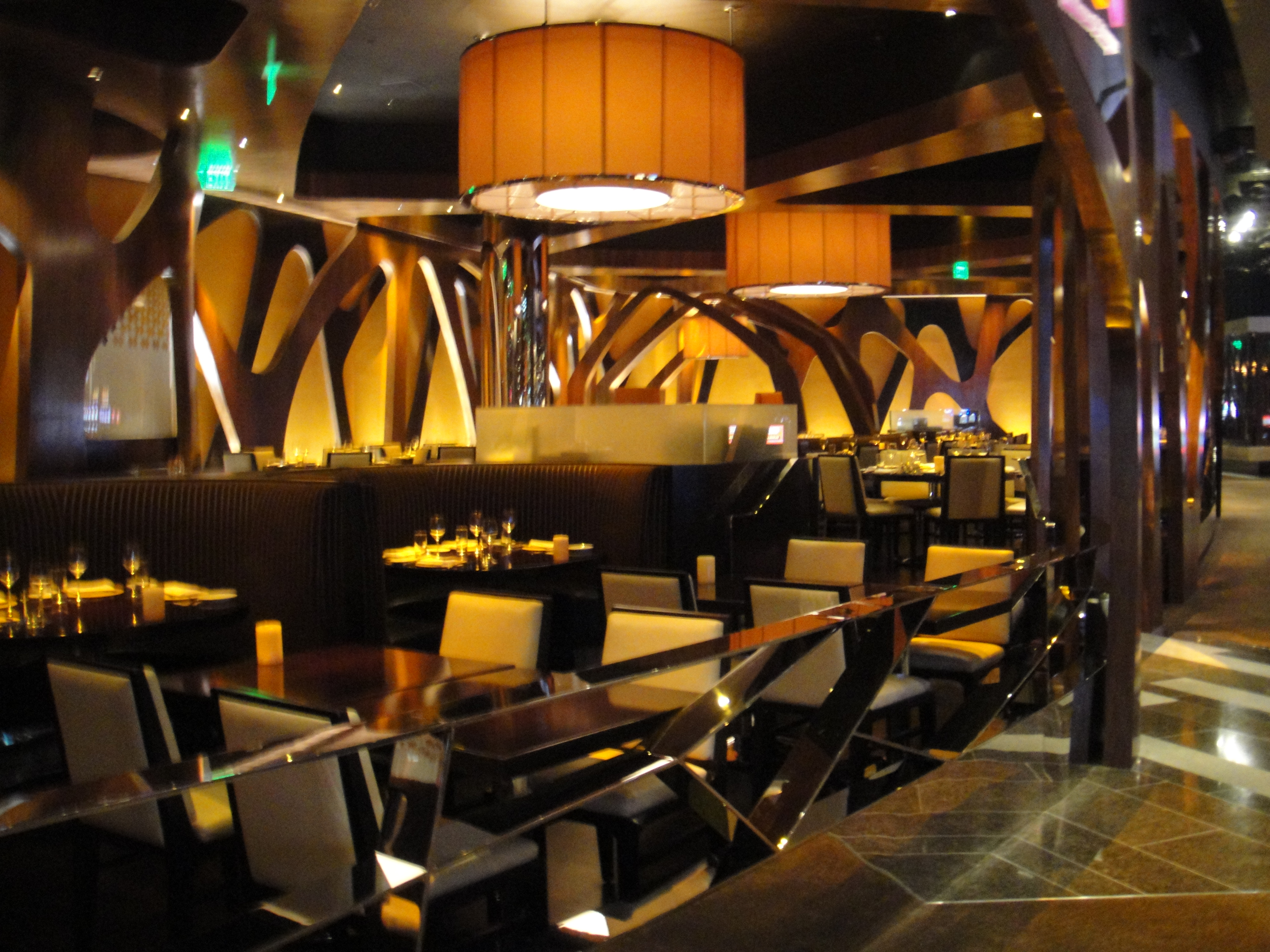
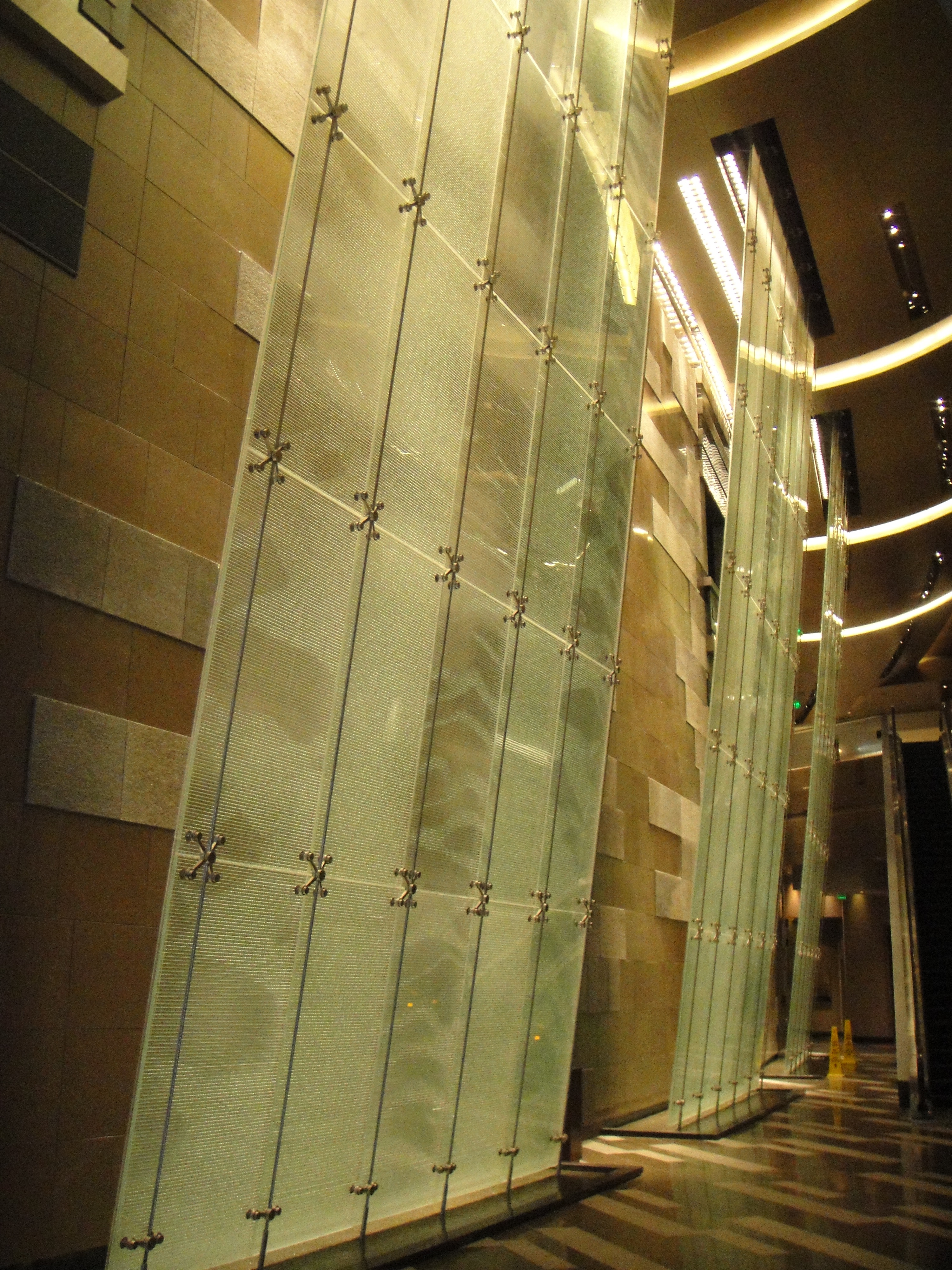
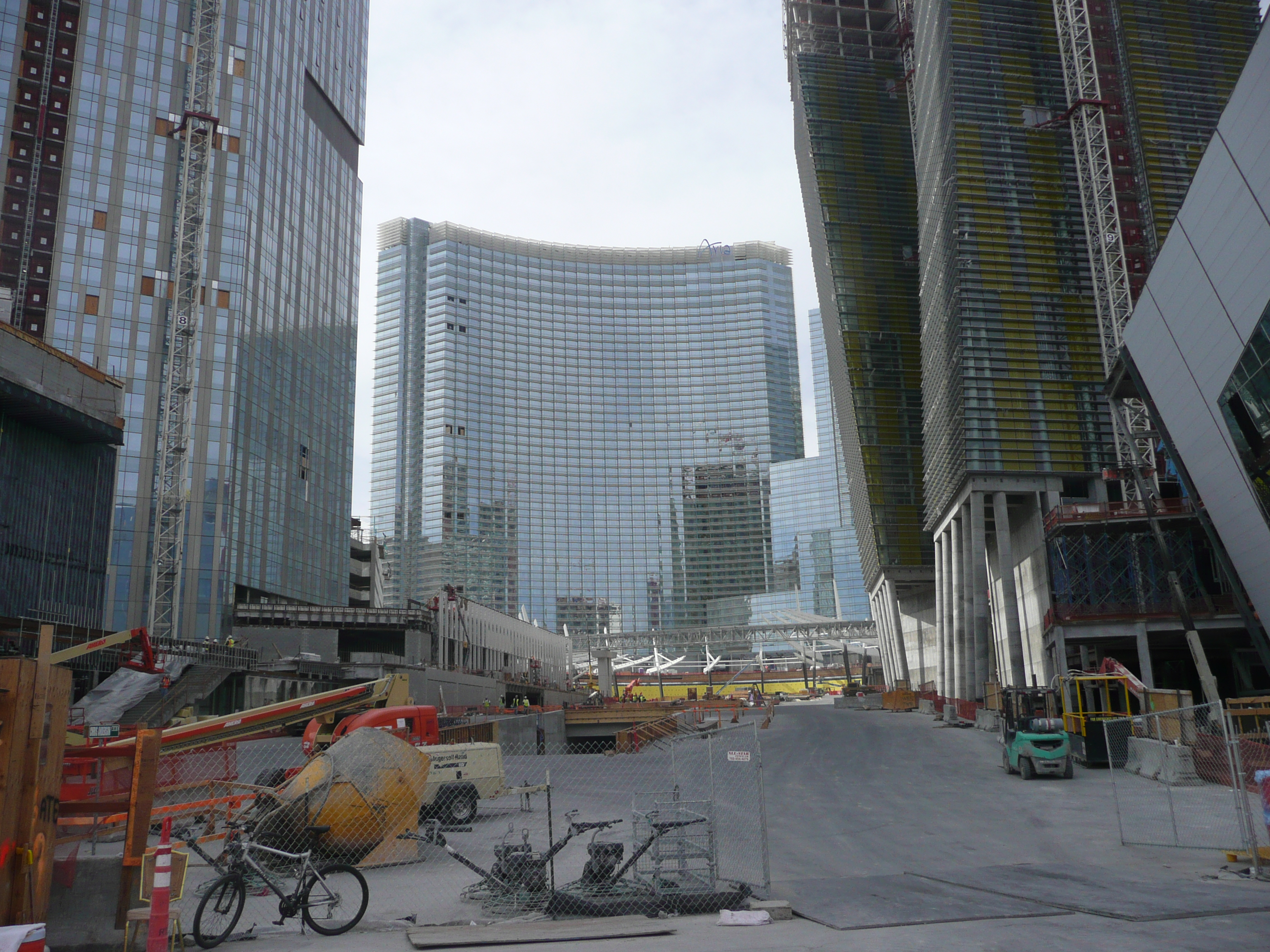
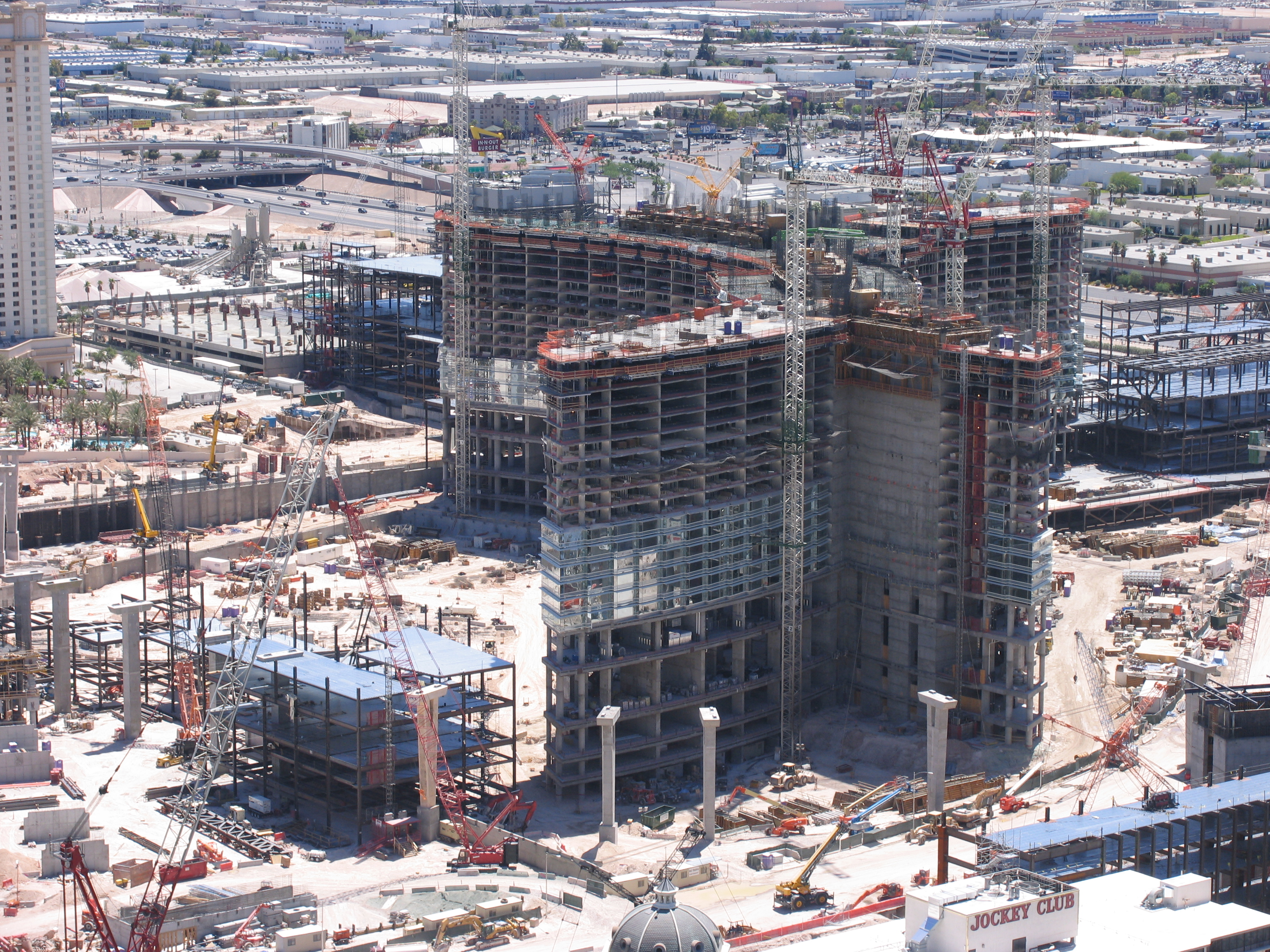